# Petxina de pelegrí
|  | No s'ha de confondre amb Pecten oculi o Pectina. |

La petxina de pelegrí, pagellida, conquilla de sant Jaume, pelegrina, patellida-pallerida Emp. o romera (a Maó) (nom llatí, Pecten sp.; en gallec: vieira) és un mol·lusc lamel·libranqui de l'ordre dels filibranquis i de la família dels pectínids (Pectinidae). És bivalve, amb una de les dues valves més gran i abombada que l'altra, que en canvi és plana i de color més fosc, normalment amarronat. És hermafrodita, de jove és mascle i posteriorment es fa femella. Viu al mar, en fons sorrencs de fins a cent metres de profunditat, no gaire lluny de la costa. En la natura actua com a netejadora i filtradora d'aigua salada, una funció que pren especial importància en els moments que hi ha un excés d'algues (per exemple, les marees roges) que poden posar en perill l'equilibri de l'ecosistema.
Hi ha principalment dues menes de petxina de pelegrí, la petxina de pelegrí del Mediterrani o petxina de nòvia (Pecten jacobaeus), que viu als fons sorrencs mediterranis, i la petxina de pelegrí de l'Atlàntic (Pecten maximus), que viu en fons sorrencs de l'Atlàntic nord-est (atlàntic europeu). Als Països Catalans però, per a petxina de pelegrí, sense especificar, s'entén que és la del mediterrani, i només s'afegeix el complement "del Mediterrani" quan, en contextos molt concrets, cal diferenciar clarament l'espècie mediterrània de l'atlàntica i del conjunt d'ambdues. Petxina de peregrí també designa l'espècie Pecten hyalinus (Val., ap. Boscà Fauna 482).

## Ús
De les petxines de pelegrí, el seu ús principal és el de la carn del mol·lusc, que es comercialitza amb fins gastronòmics. La valva o petxina s'aprofita també per a decorar plats, per a fer de recipient o "plat" en preparacions precuinades o congelades i, de vegades, també com a objecte decoratiu, per si sol o formant part d'una composició en marcs, quadres, gerros, capses, taules, etc.

## Símbol
La petxina de pelegrí de l'Atlàntic (Pecten maximus) és un símbol que es pengen al coll les persones -els pelegrins- que fan el camí de Sant Jaume. En el seu origen no se la penjaven a l'anada sinó que la portaven com a record i prova d'haver estat a la ciutat de Santiago de Compostel·la, a Galícia, ja que és un mol·lusc típic de la zona.
Més àmpliament, en diferents cultures pot simbolitzar el mar.